# 3287 Olmstead
3287 Olmstead este un asteroid descoperit pe 28 februarie 1981 de Schelte Bus.